# Pierre Jouvet
Pierre Jouvet (ur. 6 października 1986 w Valence) – francuski polityk i samorządowiec, poseł do Parlamentu Europejskiego X kadencji.

## Życiorys
Kształcił się w Instytucie Nauk Politycznych w Lyonie. Zaangażował się w działalność polityczną w ramach Partii Socjalistycznej. Pracował w administracji przewodniczącego rady departamentu Drôme, gdy funkcję tę pełnił Didier Guillaume. W 2008 został radnym w Saint-Vallier. W 2014 objął funkcje pierwszego zastępcy mera i przewodniczącego lokalnego związku gmin, a w 2020 został merem Saint-Vallier. W 2015 zasiadł także w radzie departamentu Drôme. W 2018 powołany na rzecznika prasowego socjalistów, w 2023 objął stanowisko sekretarza generalnego partii
W 2024 z ramienia skupionej wokół PS koalicji uzyskał mandat deputowanego do PE X kadencji.